# مورالس سانچز (تگزاس)
مورالس سانچز (به انگلیسی: Morales-Sanchez) یک منطقهٔ مسکونی در ایالات متحده آمریکا است که در شهرستان زاپاتا، تگزاس واقع شده‌است. مورالس سانچز ۸۴ نفر جمعیت دارد.